# Иван Карцов (десантный катер)
ДКА «Иван Карцов» десантный катер проекта 21820 шифр «Дюгонь» (по кодификации НАТО — «Dyugon»/«Ataman Platov» class landing boats) — третий в серии российских десантных катеров на воздушной каверне, и первый построенный на ОАО «Восточная верфь» во Владивостоке. Заложен на «Восточной верфи» в 2010 году, спущен на воду 30 сентября 2013 года, приемный акт о передаче в ВМФ РФ подписан 07 ноября 2014 года, поднятие флага и принятие в состав ТОФ произошло 12 июня 2015 года в рамках празднования 70-летия соединения десантных кораблей.

## Проект
Проект разработан в 2000-х годах на Нижегородском «Центральном Конструкторском Бюро по судам на подводных крыльях имени Р. Е. Алексеева». Они получили номер проекта 21820, шифр «Дюгонь». Катера могут действовать в морях и на крупных озерах в местах с разными климатическими условиями. Предназначены для скоростной переброски морем и высадки на не оборудованное побережье морского десанта, колесной и гусеничной техники. Дальность плавания на переходах составляет 100 миль полным ходом и ограниченна 5-ю баллами. При высадке десанта на необорудованное побережье ограничена 3-я баллами при максимальной скорости в 20 узлов. ДКА полностью подходят для использования с УДК типа «Мистраль» и БДК типа «Носорог».
В 2011 году Главнокомандующим ВМФ РФ было принято решение увековечить память офицеров Гвардейского морского экипажа, отличившихся в боевых действиях с иноземными захватчиками и прошедших путь от Смоленска и Бородино до Парижа в годы Отечественной войны 1812 года в наименованиях десантных катеров этой серии.
ДКА «Иван Карцов» получил имя в честь Карцова Ивана Петровича служившего в Гвардейском флотском экипаже в инжено-артиллерийской команде. За отличие при Бородино капитан 2-го ранга И. П. Карцов был награждён орденом Святой Анны 2-й степени.

## Конструкция
По результатам испытаний ДКА «Атаман Платов», в ходе которых был выявлен ряд недостатков, были внесены изменения в конструкцию ДКА «Иван Карцов»: усилена корма, добавлена пятка ахтерштевня, установлены вибропоглощающие панели. Перья рулей сделали из титана и сместили их из потока на 0,5 метра к ДП. Изменена схема центровки ГД. Установлен шпиль немецкого производства.
ДКА «Иван Карцов» имеет корпус из коррозиестойких алюминиево-магниевых сплавов длиной 45 м, и шириной 8,6 м. Максимальная осадка составляет 1,9 м, при водоизмещении в 280 тонн. Размеры грузового трюма — 27 × 6,8 × 2,34 м. Экипаж 6 человек.

В надстройке располагаются: ходовой мостик, камбуз, 3-х местный кубрик для экипажа с гальюном, совмещенный с душем, и помещение на 50 морских пехотинцев с двумя гальюнами и душевой. Еще 40 пехотинцев могут размещаться на грузовой палубе под тентом. 10-ти местные ПСНы размещаются по бортам по 6 шт.

### Варианты загрузки
- Три основных боевых танков типа Т-72 или Т-90 без десанта.
- Пять БТР-80А и 50 морских пехотинцев в надстройке.
- Береговой ракетный комплекс и МТЛБ + 20 морских пехотинцев.
- 1 ед. бронетехники (БТР или Танк) и 50 морских пехотинцев в надстройке + 40 морских пехотинцев на палубе, размещенных под съёмным навесом.
- Различные грузы до 150 тонн.

### Вооружение
- Две тумбы МТПУ-1 с пулеметами КПВТ калибра 14.5 мм.
- Восемь комплектов ПЗРК «Игла»
- По бортам находятся бомбосбрасыватели для морской шельфовой мины.

По желанию заказчика состав и комплектация вооружения может быть изменена.

#### Радиотехническое и навигационное вооружение
- Морской информационно-вычислительный комплекс МИВК 6П-08Б
- Гирокурсоуказатель ГКУ-5
- Лаг ЛИ2‑1
- Тахометры типа ТЭ-204[5][неавторитетный источник]
- Авторулевой «Агат-М3»

### Силовая установка
Высокая скорость обеспечивается двумя дизелями М507А-2Д мощностью по 9 000 л. с. (7355 кВт), правого и левого направлений вращения фланца отбора мощности с четырёхлопастными ВФШ в кольцевых насадках. От валопроводов ременным приводом приводятся в действие генераторы, закачивающие воздух под днище в носовой части с избыточным давлением 0,2 кг/см2, тем самым создавая воздушную каверну.

## Строительство
В 2008 году было принято решение о строительстве нового десантного катера проекта 21820 шифр «Дюгонь» для Тихоокеанского флота России. Строительство катера начато в 2010 году на ОАО «Восточная верфь» во Владивостоке под заводским № 4001. 28 сентября 2013 года катер вывели в ПД, а 30 сентября спустили на воду. Приемный акт о передаче в ВМФ РФ подписан 07 ноября 2014 года, вошел в состав Приморской флотилии.
12 июня 2015 года на ДКА был поднят Андреевский флаг, а сам катер официально включён в состав Тихоокеанского флота. Торжественная церемония была приурочена ко Дню России и 70-летию 100-й бригады десантных кораблей и состоялась на 33-м причале во Владивостоке. Первый командир катера — старший мичман Сергей Самохвалов.
Катер поступил на вооружение 100-й бригады десантных кораблей Тихоокеанского флота ВМФ России (БрДК ТОФ) с базированием на Фокино.